# Columba albitorques
Columba albitorques là một loài chim trong họ Columbidae.